# Carlo Ceresa

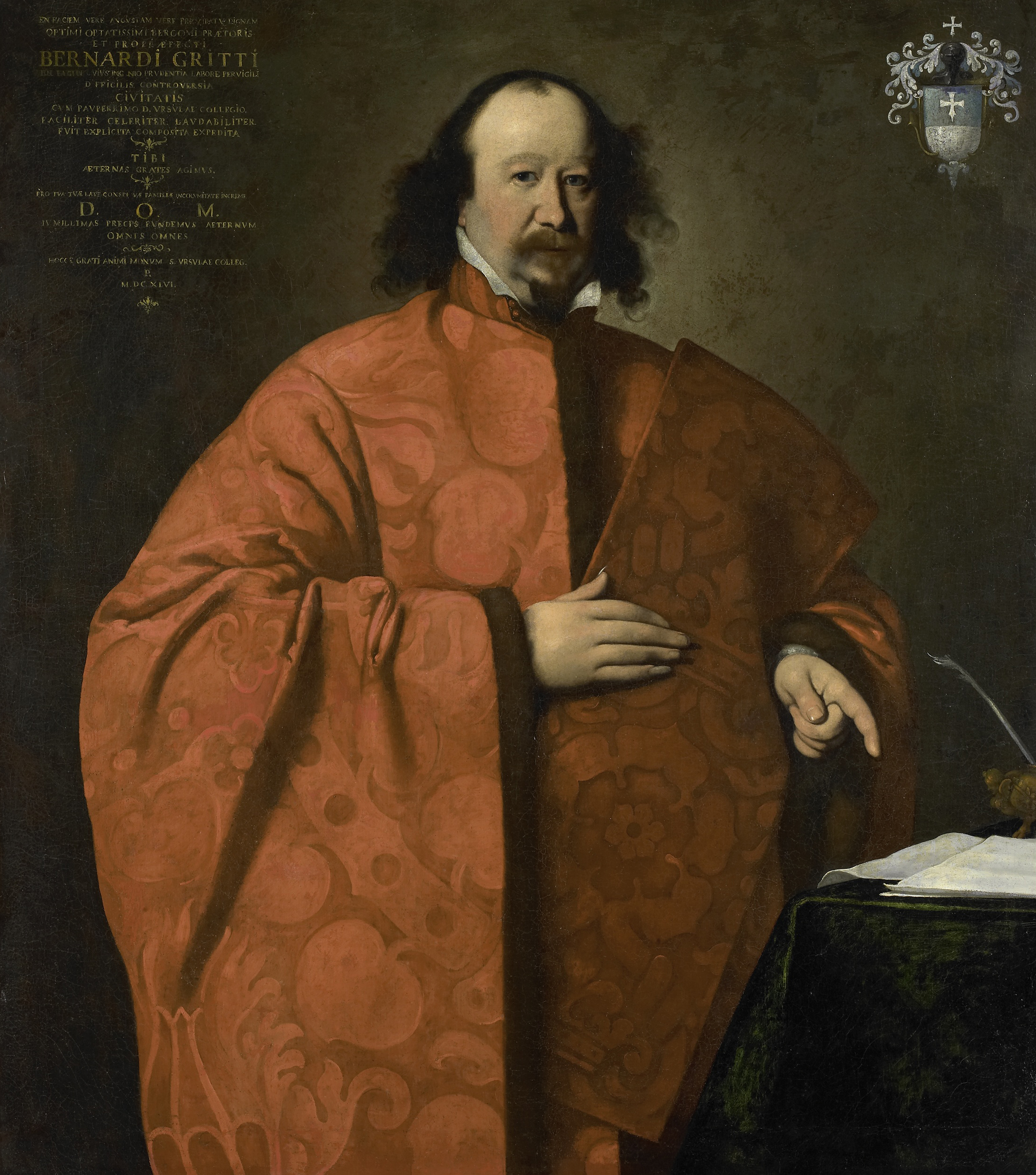
Retrato de Bernardo Gritti, Rijksmuseum, Ámsterdam.

Carlo Ceresa (San Giovanni Bianco, provincia de Bérgamo, 20 de enero de 1609 - Bérgamo, 10 de febrero de 1679), fue un pintor italiano activo durante el Barroco.

## Biografía
Carlo Ceresa nació en 1609 en San Giovanni Bianco, en el Valle del Brembo, provincia de Bergamo. Hijo de Ambrogio y de Caterina Carrara, tuvo una infancia difícil, vivida en condiciones de extrema pobreza. El padre, nativo de Cortenova, llegó de la vecina Valsassina en busca de una vida mejor, encontrando trabajo como zapatero. El pequeño Carlo cultivó ya desde la infancia una gran pasión por la pintura, que no fue desarrollada con estudios específicos. En una época en la que florecían academias donde los jóvenes con talento podían estudiar y aprender en los talleres de renombrados maestros, Ceresa tuvo que estudiar de forma autodidacta, a causa de la difícil situación económica de la familia.
Hacia los veinte años comenzó a ejecutar los primeros frescos en iglesias de la comarca, consiguiendo el reconocimiento de sus clientes. Solo entonces comenzó a frecuentar el taller de Daniele Crespi, pintor milanés, a fin de aprender las técnicas de la profesión y afinar su propia habilidad.

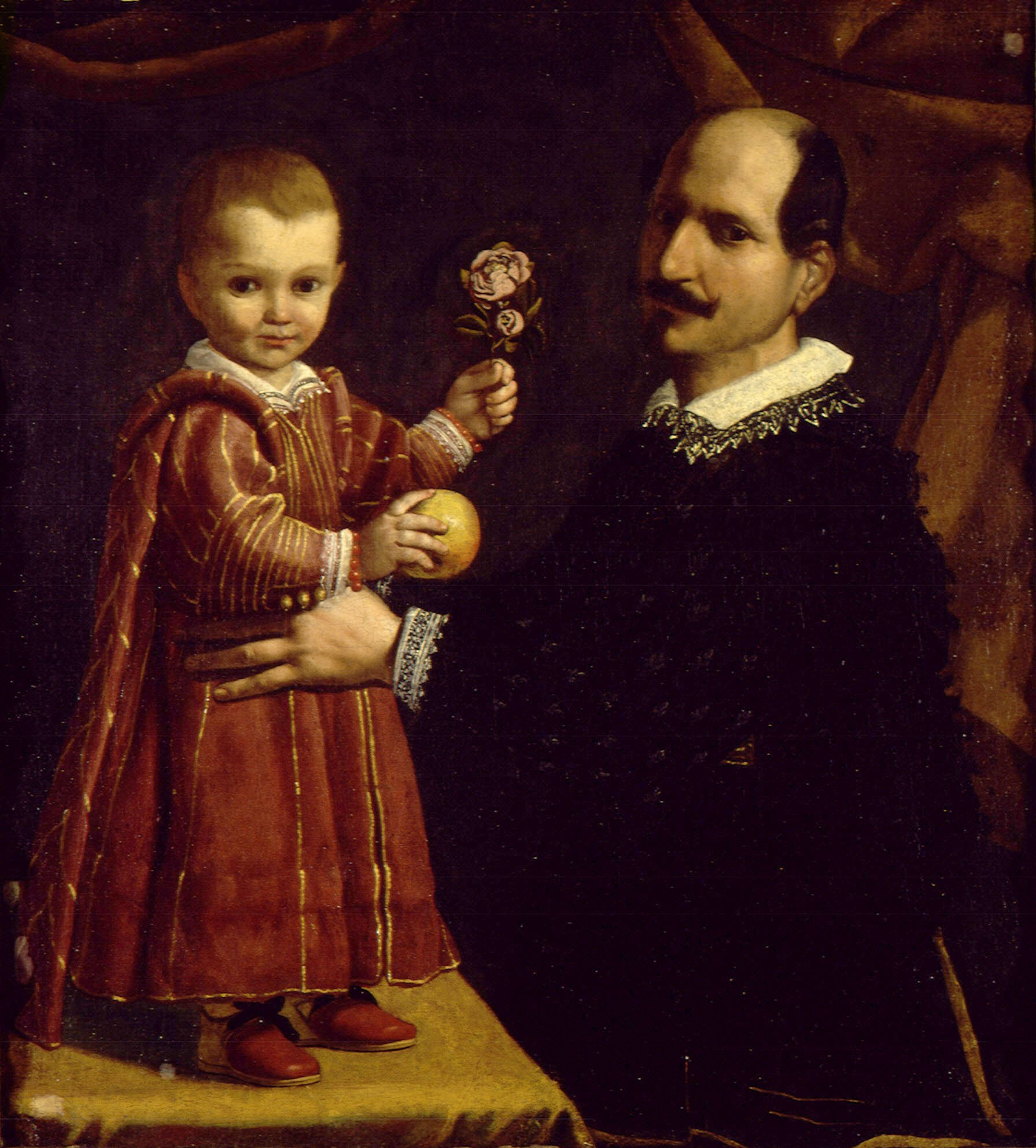
Hombre con niño, Auckland Art Gallery.

La muerte de su maestro, acaecida en 1630 a causa de la peste, lo devolvió a su región natal, donde volvió a pintar en iglesias y santuarios locales. Por supuesto, sus obras solían ser de asunto religioso, consiguiendo imprimirles una gran intensidad emocional, 
pues emanaban una gran expresividad. Esto le permitió conseguir numerosos encargos de retratos, con óptimos resultados.
Por estos años se enamoró de Catalina Zignoni, de buena familia, con la cual se casó. Se mudó a la Grabbia, en una casa propiedad del padre de su esposa. Esta situación cambió radicalmente la vida de Ceresa, que con la nueva estabilidad adquirida, se concentró definitivamente en su arte. De su matrimonio nacieron once hijos: de estos, Giuseppe y Antonio siguieron la profesión paterna; otros dos, Giovanni Battista y Francesco, siguieron la carrera eclesiástica, mientras Sebastiano fue notario. Francesca murió a los 27 años, y otros cinco hijos no superaron la infancia.
Estos lutos afectaron notablemente al artista, que en diversas ocasiones retrató a sus hijos muertos en los rostros de los ángeles de sus obras. Asimismo, muchas de sus Madonnas son un retrato de su esposa Caterina.
Hombre sencillo, mantuvo siempre la palabra dada, y nunca iniciaba un nuevo encargo, cualquiera que fuese, sin haber acabado el precedente. La gran cantidad de trabajo llevó a Ceresa a trasladarse a la ciudad de Bergamo, concretamente a la parroquia de San Alessandro della Croce. Allí murió a comienzos de 1679, dejando una buena herencia a sus hijos y esposa, aunque esta le siguió al sepulcro pocos meses después.

## Estilo

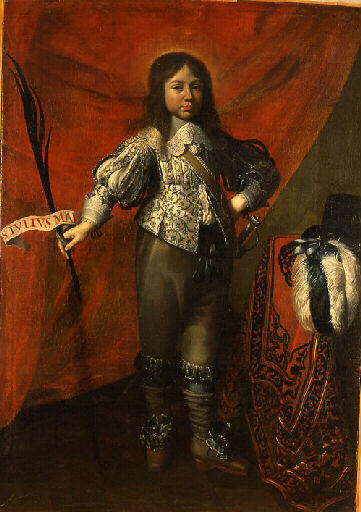
Retrato de niño, Museo de Chambéry.

Generalmente se tiende a definir su estilo como véneto, porque frecuentemente usaba colores muy fuertes, combinados de una manera más bien simple. Su mayor activo fue la capacidad de aproximarse al sentimiento del espectador, a través de una religiosidad sencilla, vivida en primera persona y trasladada a su obra. Este carácter le alejó de los gustos de las grandes instituciones eclesiásticas, que le hicieron encargos en contadas ocasiones.
El estilo marcado en sus primeras obras podría indicar una formación junto algún maestro local imbuido de las formas tardo-manieristas. Los candidatos podrían ser Enea Salmeggia, Francesco Zucchi o Giovanni Paolo Cavagna. Sin embargo, dicho aprendizaje no ha podido ser acreditado.
La mayor parte de su producción se puede encontrar en pequeñas iglesias de los valles de la región bergamasca, donde en muchos casos su conservación no ha sido la óptima. Son obras que se encargaron atendiendo a la economía de medios, por parte de comitentes con un presupuesto ajustado. Las condiciones climáticas de la región tampoco han ayudado a la pervivencia de estas pinturas, muchas de ellas al fresco.
Se calculan unas 350 obras de su mano, aunque algunas de ellas pudieron haber sido realizadas por sus hijos Giuseppe y Antonio, que intentaron seguir lo más fielmente el estilo paterno. Antonio, con más talento, comenzaba a desarrollar una personalidad artística propia cuando la muerte le sorprendió en plena juventud, a los veinte años y sólo seis meses después de la muerte del padre. Giuseppe no tardó demasiados años en morir también.
Cabe destacar también el talento de Ceresa como retratista. La nobleza local fue asidua clientela de este tipo de obras, siempre muy sobrios, al gusto de la moda española.

## Obras destacadas

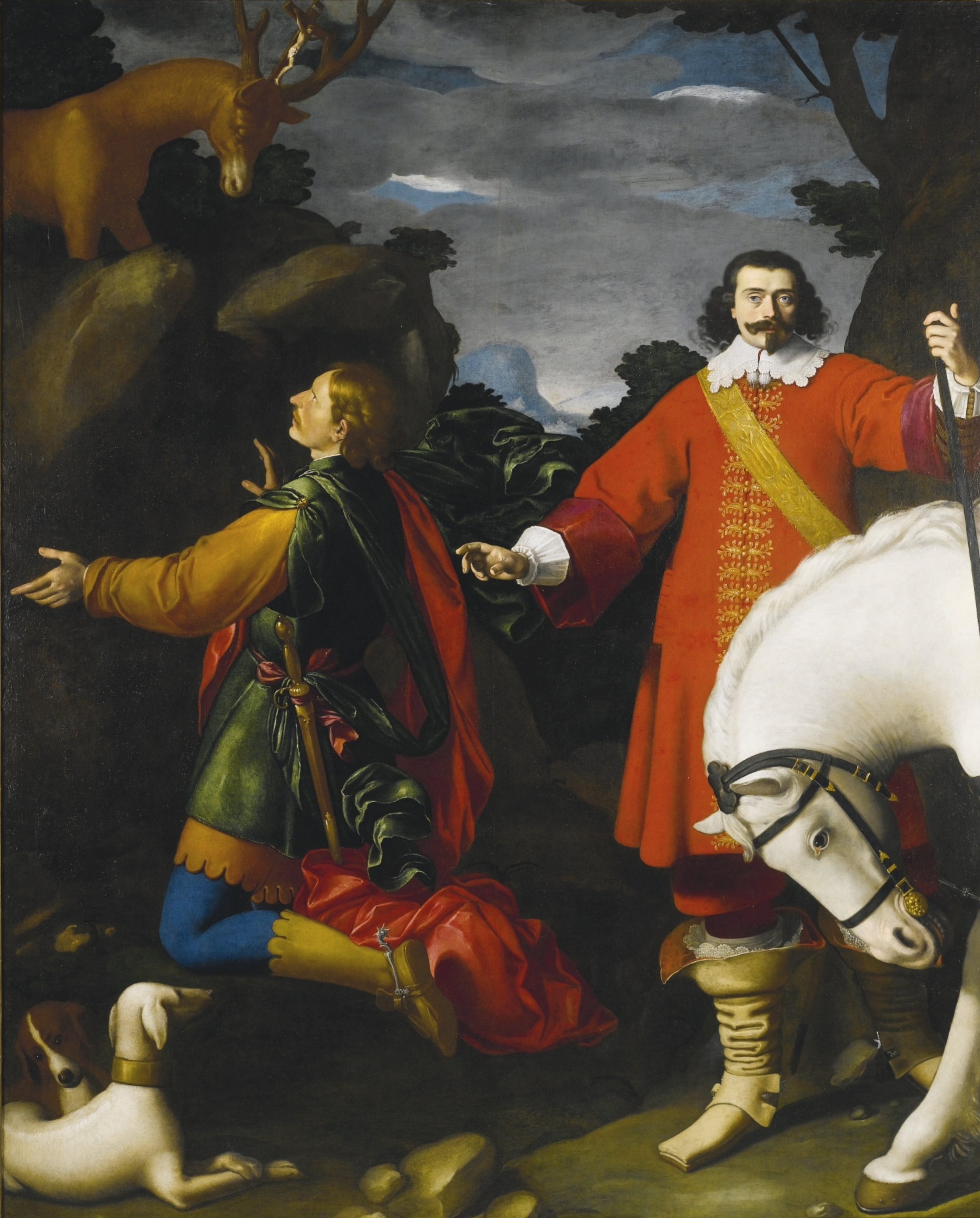
Visión de San Eustaquio, Colección particular.

- Pietà con santos y donante (1628, Santi Filippo e Giacomo, San Giovanni Blanco)
- Visitación con San Roque y San Sebastián (San Gallo)
- Cristo crucificado con cuatro santos (1630, San Antonio Abate, San Antonio Abbandonato)
- San Roque entre San Bartolomé y San Sebastián (1630, Santi Antonio e Nicola da Bari, Pianca)
- Sagrada Familia con santos (1631, San Pietro d'Orzio)
- Muchacho con sombrero en la mano (1633, Castello Sforzesco, Milán)
- Retrato de muchacho de la familia Bonometti (Accademia Carrara, Bergamo)
- Retrato del canciller Ghirardelli (1640)
- Crucifixión con la Magdalena y dos discípulos (1641, Mapello)
- Retablo de San Vicente (1645, Catedral de Bergamo)
- Retrato de Bernardo Gritti (1646, Rijksmuseum, Ámsterdam)
- Virgen en la gloria con santos (1648, Oratorio di San Pantaleone, Ponteranica)
- Retrato de caballero (1645-1650, Museo del Prado (antes atribuido a Velázquez))